# Junius
Junius foi o pseudônimo de um escritor que contribuiu com uma série de cartas para o Public Advertiser, de 21 de janeiro de 1769 a 21 de janeiro de 1772. A assinatura já havia sido usada, aparentemente por ele, numa carta de 21 de novembro de 1768. Estas e numerosas outras cartas pessoais não foram incluídas em sua coletânea Letters of Junius, publicada em 1772.
O nome foi escolhido, muito provavelmente, porque ele já havia assinado como Lucius e Brutus, e pretendia criar uma vinculação com Lúcio Júnio Bruto, um patriota romano. Pode também ter derivado do poeta romano Juvenal, do qual se imagina ter tido Junius como segundo nome. Alguns dizem que ele escreveu sob numerosos outros pseudônimos antes, durante e após o período entre janeiro de 1769 e janeiro de 1772. Ele também pode ter escrito como Philo-Junius, um personagem que veio em socorro de Junius quando ficou claro que o público estava interpretando erroneamente suas mensagens. Há também uma débil evidência de que ele possa ter escrito como Veteran, Nemesis e outros correspondentes anônimos do Public Advertiser.

## Objetivos, propósitos e realizações
Há uma diferença marcante entre o conjunto principal das Letters of Junius (Cartas de Junius), destinadas ao público erudito, e suas cartas diversas. O segundo grupo lida com uma variedade de assuntos, alguns de natureza puramente pessoal, tais como a alegada injustiça cometida pelo visconde Barrington, secretário da guerra, contra funcionários do seu departamento, por exemplo.
As Letters of Junius possuem um objetivo definido:
- informar o público sobre seus direitos e liberdades históricos e constitucionais, enquanto ingleses;
- destacar onde e como o governo infringiu estes direitos.

Seu principal alvo foi o ministério de Augustus Henry FitzRoy, 3.º Duque de Grafton, um fellow Whig que Junius encarava como particularmente corrupto. A administração Grafton foi constituída em outubro de 1768, quando William Pitt, o Velho, foi compelido a retirar-se do governo por problemas de saúde, e foi uma reconstituição do gabinete de julho de 1766. Junius lutou pelo retorno de Chatham ao poder, o qual havia se restabelecido e não estava em boas relações com seus sucessores.
A correspondência privada de Junius foi preservada, escrita em sua habitual caligrafia disfarçada. Ele correspondia-se com Chatham, George Grenville, Wilkes (todos oponentes do Duque de Grafton), e também com Henry Sampson Woodfall, impressor e sócio do Public Advertiser.
As cartas são de interesse por três motivos:
- seu significado político;
- seu estilo; e
- o mistério que há muito cerca sua autoria.

A matéria das cartas é considerada injuriosa por alguns, embora uma análise mais acurada de seus escritos revele um homem de princípios séculos à frente do seu tempo, expondo a corrupção mais desavergonhada pelo único meio disponível (anonimato) num país ainda em luta com a ideia de liberdade de expressão.
Ele começou fazendo um ataque generalizado ao ministério por sua imoralidade pessoal. Uma defesa imprudente de John Manners, marquês de Granby, comandante-em-chefe, por Sir William Draper deu a Junius uma vitória fácil sobre um oponente vulnerável com argumentos fracos. Foi nesse curto conflito que o estilo e a sagacidade de Junius desenvolveu pela primeira vez uma reputação e um público espectador. Junius percebeu o potencial que tinha para influenciar a opinião pública.
Confiantemente, Junius começou então a expor os problemas a partir de suas origens — os ministros de Grafton, Lorde North (primo de Grafton) e o Duque de Bedford. O âmago dos argumentos de Junius eram as nomeações arbitrárias feitas por Grafton, presumivelmente para manter boas relações com o Duque de Bedford e seu partido (também conhecidos como os Bedforditas ou Gangue de Bloomsbury). O mais proeminente era o coronel Henry Lawes Luttrell (poosteriormente, 2º conde de Carhampton), a quem Grafton nomeou membro do parlamento por Middlesex (em vez do devidamente eleito Wilkes), e Richard Rigby, a quem Grafton tornou Paymaster of the Forces (uma espécie de Ministro das Finanças vinculado às forças armadas). Junius concluiu com um ataque contra o Lord Chief Justice (uma espécie de vice-ministro da Justiça) Mansfield, a quem Junius imputava haver estabelecido precedentes legais perigosos relativos à liberdade de imprensa e difamação política, a partir do caso Wilkes.
Junius ficou extremamente desapontado por não ter influenciado o rei Jorge III em sua carta de 19 de dezembro de 1769. Ele tentou encorajar o rei a superar seus ressentimentos em relação ao pequeno Wilkes e também a retirar seu apoio a funcionários corruptos. Junius não era um whig antimonárquico radical, como muitos textos sugerem, embora tenha se metido em apuros ao explicar para o público o papel constitucional real da Royal Prerogative, e (se empregada corretamente) como ela beneficiaria o país.
Contrariando algumas opiniões, o efeito prático das cartas foi altamente significativo — tornaram Grafton impopular o suficiente para que ele encerrasse seu gabinete em janeiro de 1770. Junius, todavia, desapontou-se com o substituto de Grafton, Lorde North. Junius confessou-se derrotado, numa carta particular enviada a Woodfall em 19 de janeiro de 1773, por não ter atingido seus objetivos. Apesar disso, as cartas de Junius foram divulgadas e comentadas por gerações subsequentes, e disseminadas através da Europa em muitos idiomas. Seus conceitos de eleições democráticas, liberdade de imprensa, história legal e direitos constitucionais dos indivíduos são agora lugar-comum. Poucos na história influenciaram tantos e estimularam tal interesse nestes conceitos reais de liberdade.

## Estilo
A literatura latina era não somente estudada mas também imitada nessa época, bem como fornecia a inspiração para numerosos escritos (tais como as sátiras de Juvenal e os discursos de Cícero contra Verres, In Verrem, e Catilina, Catilinárias). Se Junius estava fazendo o que outros faziam, ele o fez melhor do que ninguém; um fato que explica suficientemente sua rápida popularidade. Sua superioridade jaz em seu estilo. Embora aqui também não fosse original, era sem dúvida, ímpar. Existem passagens em seus escritos que podem ser melhor descritos nas palavras que Burke empregou para outro escritor: uma mera mistura de vinagre e água, ao mesmo tempo vápida e azeda. Mas em seu melhor, Junius alcança um alto grau de elegância artificial e vigor. Ele mostra a influência de Bolingbroke, Swift e, acima de tudo, Tácito, que parece ter sido seu autor favorito. A imitação nunca é subserviente. Junius adapta e não apenas repete. Nenhuma frase isolada demonstrará a qualidade de um estilo que produz seus efeitos pela persistência e repetição, mas uma passagem típica como a que se segue, mostrará ao menos o método e o espírito. Foi extraída da Carta XLIX ao duque de Grafton, em 22 de junho de  1771:

"O profundo respeito que tenho pelo gracioso príncipe que governa este país, com não menor honra para si do que satisfação para seus assuntos, e que reinstala-o ao seu posto sob sua bandeira, salva-lo-á de uma multiplicidade de repreensões. A atenção que devo prestar às suas falhas é involuntariamente atraída para a mão que as recompensa; e embora eu não seja tão parcial ao julgamento real para afirmar que o favor de um rei pode remover montanhas de infâmia, serve ao menos para reduzir, por indubitavelmente dividir, o fardo. Embora eu lembre o quanto é devido ao seu caráter sagrado, não posso, com qualquer aparência decente de propriedade, chamá-lo de o indivíduo mais vil e rasteiro de todo reino. Protesto, meu lorde, não o considero como tal. Você terá um perigoso rival nesse tipo de fama ao qual até agora alegremente direcionou sua ambição, enquanto houver um homem vivo que pense que você merece a confiança dele e adeque-se para ser investido em qualquer quinhão do seu governo... Com qualquer outro príncipe, o vergonhoso abandono dele em meio ao sofrimento, o qual você criou sozinho, na verdadeira crise do perigo, quando ele imaginava estar vendo o trono cercado por homens de virtude e capacidade, teria pesado na memória de seus antigos serviços. Mas sua majestade é plena de justiça e entende a doutrina das compensações; ele recorda com gratidão quão rapidamente você adequou sua moralidade às necessidades do serviço dele, quão alegremente você abandonou as juras de amizade privada e renunciou às mais solenes declarações ao público. O sacrifício de Lorde Chatham não perdeu-se com ele. Mesmo a covardia e a perfídia de desertá-lo pode não ter lhe causado prejuízo na consideração dele. O exemplo foi doloroso, mas o princípio pode agradar."

O que há de artificial e rígido neste estilo não atentava contra o gosto clássico predominante no século XVIII e não oculta, mesmo agora, o fato de que as palavras laboriosamente dispostas, e as frases engenhosamente contrapostas, exprimem ódio venenoso e desdém.

## Público leitor
A harmonia pré-estabelecida entre Junius e seus leitores explica a rapidez do seu sucesso e a importância a ele atribuída por Burke e Johnson, escritores muito melhores do que ele mesmo. Antes de 1772, foram lançadas pelo menos doze republicações não autorizadas de suas cartas, feitas por impressores interesseiros. Naquele ano, ele revisou a coleção denominada Junius: Stat nominis umbra, com uma dedicatória ao povo inglês e um prefácio. Outras edições independentes seguiram-se em rápida sucessão. Em 1801, foi publicada uma com anotações de Robert Heron. Em 1806, apareceu uma outra com notas de John Almon. A primeira edição nova com importância real foi lançada pela família Woodfall em 1812. Ela continha a correspondência de Junius com HS Woodfall, uma seleção de cartas variadas atribuídas a Junius, cópias de sua caligrafia e anotações do dr. Mason Good. A curiosidade quanto ao mistério da autoria começou a substituir o interesse político e literário nos escritos. O próprio Junius desde cedo tornou-se cônscio da vantagem obtida com sua ocultação. O mistério de Junius aumentou sua importância, como confessa numa carta endereçada a Wilkes, datada de 18 de setembro de 1771.
Conforme assegura a dedicatória:
quando reis e ministros forem esquecidos, quando a força e a direção da sátira pessoal não for mais compreendida, e quando as medidas somente forem sentidas em suas mais remotas consequências; descobrir-se-á que este livro, eu acredito, contém princípios valiosos de ser transmitidos para a posteridade.

## Sobre a identidade de Junius
A identidade de Junius é um assunto aberto ao questionamento e debate e poderá nunca ser esclarecida, a menos que sejam encontrados documentos que a estabeleçam de forma inequívoca. No entanto, há quem acredite que o autor das Cartas de Junius possa ter sido o político inglês Sir Philip Francis (1740 – 1818).

## Uso recente de Junius
Rosa Luxemburgo publicou o Panfleto Junius na Suíça em abril de 1916, o qual foi distribuído secretamente na Alemanha. O texto, também conhecido como A Crise na Social Democracia Alemã foi iniciado na prisão em fevereiro de 1915. Foi adotado como declaração política fundamental do Grupo Internacional, mais conhecido como Liga Espártaco, que tornou-se um dos elementos do Partido Comunista da Alemanha em janeiro de 1919.
O romance de suspense Sight Unseen (2005) de Robert Goddard, transcorre no tempo presente; todavia, a identidade de Junius é um dos grandes temas da história.
O jornal canadense The Globe And Mail ostentou por muitos anos o seguinte lema em seu editorial ou na página principal: "O sujeito que é verdadeiramente leal ao Supremo Magistrado, não será orientado nem se submeterá a medidas arbitrárias. Junius"